# ハンス・クント

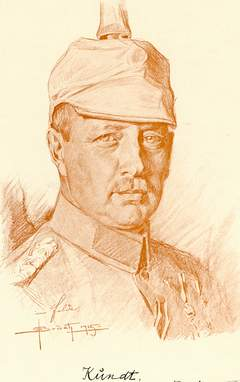
ドイツ帝国軍時代のクント

ハンス・クント（Hans Kundt、1869年2月28日 - 1939年8月30日）は、ドイツの軍人。ボリビア政府の軍事顧問。ボリビア軍総司令官としてチャコ戦争を指導した。

## 経歴
ドイツ帝国のノイシュトレーリッツ（現メクレンブルク＝フォアポンメルン州）で、軍人の家系に生まれる。1889年、士官候補生としてドイツ軍に入る。1902年、大尉として参謀本部に配属される。1908年、ドイツ帝国の軍事使節団の一員としてボリビアに派遣される。1911年からドイツ軍を手本としたボリビアの軍制改革に着手。しかし1914年に第一次世界大戦が勃発するとドイツ本国に召還された。東部戦線で連隊長を務め、少将にまで昇進した。
終戦後、1921年に再びボリビアに渡り、ボリビア国籍を取得しボリビア軍に大将として迎えられた。1911年に着手した軍制改革を継続した。ボリビア軍の大部分の将校とは対照的に、兵士の待遇改善に配慮したため人気を得た。1923年、軍事大臣に任命される。この頃共に軍事顧問を務めていたドイツ人の中に、ナチスの大物となったエルンスト・レームもいた。1930年にエルナンド・シレス・レイェス大統領が倒されると、ドイツに戻った。
1932年、パラグアイとのチャコ戦争を控えたボリビア政府に再度招聘され、ボリビアに渡る。この戦争では総司令官としてボリビア軍を指導。しかしボリビア軍はパラグアイ軍よりも装備や空軍力に優れていたにもかかわらず、守りの堅いパラグアイ軍陣地に対して無意味な攻撃をかけて大損害を出すなど、彼の作戦指導はボリビア軍の利点を生かすことが出来なかった。事前準備が足らなかったため補給に苦しみ、また敵であるパラグアイ軍についての研究も足りなかった。こうしてボリビア軍部隊は各個撃破されていった。この敗北のボリビアにおける政治的影響は今日まで続いている。
敗戦の責任を問われたクントは、1933年12月に職を辞しボリビアを出国、スイスのルガーノで死去した。